# Кельбах (Рейнланд-Пфальц)
Кельбах (нем. Kehlbach) — община в Германии, в земле Рейнланд-Пфальц.
Входит в состав района Рейн-Лан. Подчиняется управлению Настеттен. Население составляет 171 человек (на 31 декабря 2010 года). Занимает площадь 2,14 км².